# Józef Javurek
Józef Javurek (eigentlich Josef Javůrek, auch Józef Jawurek, * 2. Oktober 1757 in Beneschau; † 22. Juli 1840 in Warschau) war ein böhmischer Pianist, Dirigent und Komponist.
Jawurek trat seit 1792 in Wien als Klaviervirtuose auf. Später lebte er als Klavierlehrer in Warschau – u. a. gab er in den 1820er Jahren auch Frédéric Chopin Unterricht. Er wirkte als Musikdirektor der Augustinerkirche und Dirigent des Akademischen Musikvereins. Als Komponist wurde er überwiegend mit pädagogisch orientierten Klavierwerken bekannt.